# Ilyarachna spinosissima
Ilyarachna spinosissima är en kräftdjursart som beskrevs av Hansen 1916. Ilyarachna spinosissima ingår i släktet Ilyarachna och familjen Munnopsidae. Inga underarter finns listade i Catalogue of Life.